# Rafael Silva
Rafael Silva, född den 11 maj 1987 i Aquidauana, Brasilien, är en brasiliansk judoutövare.
Han tog OS-brons i herrarnas tungvikt i samband med de olympiska judotävlingarna 2012 i London. Vid olympiska sommarspelen 2016 i Rio de Janeiro tog han ytterligare en bronsmedalj i tungvikt.
Silva har även tagit en bronsmedalj vid världsmästerskapen 2017.